# جووانی باتیستا آنجولتی
جووانی باتیستا آنجولتی (ایتالیایی: Giovanni Battista Angioletti)؛ ۲۷ نوامبر ۱۸۹۶ – ۳ اوت ۱۹۶۱ ) یک نویسنده و روزنامه‌نگار اهل ایتالیا بود. وی برنده جایزه ویارجو (۱۹۶۰) شده است.

## زندگی‌نامه
آنجولتی در سال ۱۸۹۶ در میلان به دنیا آمد و از هوشی سرزنده و فعال برخوردار بود. او برنامه‌های داشت تا تحصیلاتش را ادامه داده تا یک مهندس شود ولی با شروع جنگ جهانی اول از این تصمیم صرف‌نظر کرد. ولی بعد از پایان جنگ در پایان درگیری، او تصمیم گرفت به یک حرفه ادبی رو بیاورد و کار روزنامه‌نگاری را با داستان‌نویسی ترکیب کند. در سال ۱۹۲۹ سردبیر مجله ادبیات ایتالیا شد و شروع به نوشتن برای کوریره دلا سرا کرد. در سال بعد او نقد ادبی تری فالکو را تأسیس کرد.
از سال ۱۹۳۴ بیشتر وقت خود را در خارج از کشور گذراند و در دانشگاه‌های دیژون و بزانسون سخنرانی کرد و به عنوان مدیر مؤسسه‌های فرهنگ ایتالیایی در پراگ و پاریس فعالیت کرد. او در طول جنگ جهانی دوم در فرانسه ماند و تنها در سال ۱۹۴۵ به ایتالیا بازگشت. در اینجا او نقش خود را در ادبیات ایتالیا، (اکنون به عنوان نمایشگاه ادبی منتشر می‌شود) از سر گرفت و به نوشتن داستان ادامه داد و جایزه استرگا در سال ۱۹۴۹ را با حافظه منتشر کرد که توسط بومپیانی منتشر شد. در دهه بعد او در تولد رادیو ۳ ایتالیا نقش داشت و تعدادی برنامه فرهنگی را برای این ایستگاه کارگردانی کرد.  
ٰآنجولتی سالها دبیر اتحادیه نویسندگان ایتالیا و اولین رئیس جامعه نویسندگان اروپا بود.   
جووانی باتیستا آنجولتی در سال ۱۹۶۱ در سن ۶۴ سالگی در سانتا ماریا لا برونا در نزدیکی ناپل درگذشت. ٰ  